# Premio Internacional de Literatura Antonio Machado
El Premio Internacional de Literatura Antonio Machado está organizado por la Fondation Antonio Machado de Collioure. Fue creado en 1979. 
Abierto en sus bases a todos los géneros literarios, la mayoría de las obras galardonadas han sido obras poéticas. El premio, que conlleva la publicación de la obra ganadora, actualmente tiene periodicidad anual y pueden optar a concurso obras inéditas escritas en francés, español y catalán. Entre sus ganadores figuran autores de las tres lenguas, tanto noveles como de reconocido prestigio, como el Premio Nacional de Poesía de Carlos Murciano. 
El fallo se lleva a cabo durante las jornadas que en memoria de Antonio Machado y el exilio republicano se convocan anualmente en la localidad francesa de Collioure, ciudad donde falleció y reside la tumba del poeta. Actualmente ostenta la presidencia del jurado Antonio Orihuela, poeta, catedrático y doctor en Historia por la Universidad de Sevilla.

## Creación del Premio Internacional de Literatura
La creación de un Premio Internacional de Literatura Antonio Machado estuvo en el origen de la Fundación, cuyo nombre inicial, además, y tal como se menciona en sus estatutos publicados en el Diario Oficial del 6 de julio de 1978, fue: “Fundación Premio Internacional de Literatura Antonio Machado .
En estos mismos estatutos se especifica así el objetivo de la asociación: “Organizar el concurso literario y nombrar el jurado que, cada dos años , se encargará de premiar una obra escrita en español, en lengua hispánica o en francés (publicada o inédito) que responde a la concepción de Antonio Machado sobre los problemas de la vida española y universal.
Sin embargo, desde su primera edición, y debido a la dificultad de componer un jurado multilingüe, el concurso se limitó únicamente a las lenguas castellana y francesa y, bastante rápidamente, el “ Premio de Literatura” pasó a ser “ Premio de Poesía ”.
En 2007, de acuerdo con una decisión del Consejo de Dirección de la Fundación, adoptada en 2005, el Premio volvió a sus orígenes y volvió a estar abierto a todos los géneros literarios, y también a la lengua catalana. Además, se decidió que en adelante se otorgaría cada año y ya no cada dos años. En varias ocasiones, la Fundación garantizó la publicación de la obra ganadora, con la colaboración de Editions Cap Béar. Desde 2022 la editorial con la que colabora la fundación para las publicaciones ganadoras es La Vorágine (cultura crítica).
El jurado siempre ha incluido en sus filas a figuras destacadas del mundo literario: Camilo José Cela, Premio Nobel de Literatura 1989, Aurora de Albornoz, Gabriel Celaya, Roger Garaudy, Emmanuel Robles, Claude Couffon. De 1990 a 2006, el jurado estuvo presidido por Jacques Issorel (Universidad de Perpignan) y luego por Christian Lagarde (Universidad de Perpignan). Actualmente el presindente del jurado es Mauel Aznar Soler.
La colección editorial donde se publican las obras ganadoras está dirigida por: Antonio Orihuela y Verónica Sierra Blas.

## Ganadores
- 1979  Bernard Sesé, por Antonio Machado : l'homme, le poète, le penseur
- 1981  Georges Colomer, por Les poètes ibéro-américains et la guerre civile espagnole
- 1983  Narciso Alba, por Los años de Baeza
- 1985 Premio declarado desierto
- 1991  Fausto Burgos Izquierdo, por El alma suelta
- 1993  Alberto Szpunberg, por Luces que a lo lejos,
- 1995  Miquel López Crespí, por Las dispersas ausencias
- 1997 Ex aequo: Carlos Murciano, por Concierto de cámara y Geneviève Reuss, por Couleurs d'humeur
- 1999  Juan Drago, por Orfeo encuentra el mar
- 2000  Javier Pérez Bazo, por Desde el vértigo
- 2002  Federico Serralta, por Vida frontera
- 2004  Carmen de Castillo Elejabeytia, por Raíces
- 2006  Ievgueni Afasseïev, por Les volets bleus
- 2007  Christine Arnaud, por La boulette de papier
- 2008  Toni Ibáñez, por Entrellum
- 2009  Toni Quero, por Los adolescentes furtivos
- 2010  Antonio M. Herrera, por Tras el vivir y el soñar (Villa Amparo)
- 2011  Xavier Serrahima, por Engrunes d'hores
- 2012  Eugeni Perea Simón, por Rellotges d'arena
- 2013  Premio declarado desierto
- 2014  Selena Millares, por El faro y la noche
- 2015  Miguel Barrero, por Camposanto en Collioure
- 2016  Premio declarado desierto
- 2017  Pilar Zapata Bosch, por La cáscara amarga
- 2018  José Malvís, por Todos los días son lunes en Diwaniya
- 2019  Ángel Petisme, por La camisa de Machado
- 2020  Samir Delgado, por La carta de Cambridge
- 2021  Francisco Ramírez López, por El maestro rojo
- 2022 Patrocinio Gil Sánchez, por 22 y Febrero
- 2023 Miguel Pedrero Hernández, por La mirada escondida
- 2024 Sebastián Moreno, por La noche en nuestros labios
- 2025 Rafael NEGRETE-PORTILLO, por El faro (comedia hereditaria e inoficiosa)